# Patriziana elongata
Patriziana elongata är en insektsart som beskrevs av Victor Lallemand 1935. Patriziana elongata ingår i släktet Patriziana och familjen spottstritar. Inga underarter finns listade i Catalogue of Life.